# Enicospilus rhetus
Enicospilus rhetus är en stekelart som beskrevs av Ian D. Gauld och Mitchell 1981. Enicospilus rhetus ingår i släktet Enicospilus och familjen brokparasitsteklar. Inga underarter finns listade i Catalogue of Life.